# Antoine Goudin
Antoine Goudin (* um 1639 in Limoges; † 25. Oktober 1695 in Paris) war ein französischer Theologe des Dominikanerordens und Philosoph.

## Leben
Antoine Goudin trat 1657 in seiner Heimatstadt Limoges in den Dominikanerorden ein und widmete sich nach der Beendigung seiner Studien dem Lehramt. Der Ruf seiner Leistungen bewog den Erzbischof von Avignon,  Domenico de’ Marini, ihn 1664 als Lehrer der Philosophie an dem von ihm gestifteten Gymnasium anzustellen und mit der Reorganisation der theologischen Studien zu beauftragen. Er entsprach den in ihn gesetzten Erwartungen, setzte seine theologischen Forschungen eifrig fort und wurde nach Erlangung des Doktortitels zum Examinator der Bischöfe ernannt. Große Verdienste um die scholastische Philosophie erwarb er sich durch seine Auslegungen und Erklärungen bedeutender früherer Scholastiker. Nach dem Tod seines Gönners Domenico de’ Marini (1669) war er bis 1672 Prior im Dominikanerkloster zu Brives und leitete danach in derselben Funktion das Kloster Saint-Jacques. Ferner lehrte er Theologie in Saint-Germain, Paris und wurde schließlich Doktor der Theologie an der Universität von Paris, in welcher Stadt er 1695 im Alter von etwa 56 Jahren starb.
Außer einer Grabrede auf den Erzbischof (Oratio funebris in Dominicum de Marinis, Avignon 1669) schrieb Goudin ein von seinen Zeitgenossen geschätztes Lehrbuch der scholastisch-thomistischen Philosophie (Philosophia juxta inconcussa tutissimaque Divi Thomae dogmata) in vier Abteilungen, das in vielen Auflagen (u. a. Lyon 1671; Paris 1674; Köln und Frankfurt 1685; Köln 1728) verbreitet war. Eine genaue Bewertung von Goudins Position in Bezug auf die Lehre des Thomas von Aquin ist noch ausständig. Kurz vor seinem Tod bereitete Goudin die Herausgabe eines theologischen Lehrbuchs vor. Seine darin niedergelegten Ansichten zu Themen wie Wissen, Wille, Freiheit, Vorsehung und Gnade können teilweise einigen postum veröffentlichten theologischen Schriften (Tractatus theologici posthumi, Köln 1723 und Löwen 1874) entnommen werden.